# L'Aquila
L'Aquila je grad u središnjoj Italiji, glavni grad regije Abruzzo i pokrajine L'Aquila. Grad ima 72,948 stanovnika (2008.), a nalazi se unutar srednjovjekovnih zidina u dolini rijeke Aterno, okružen Apeninima.

## Potresi
Potresi obilježavaju povijest grada L'Aquila. Grad je kroz povijest zahvatilo više snažnih potresa: 3. prosinca 1315., 22. siječnja 1349., 1452., 1501., 1646., 1703. i 1706. godine.
Iz nedavne povijesti zabilježen je onaj 6. travnja 2009. godine, u 01:32 GMT (03:32 CEST), koji je izosio 6.3 stupnja po Richterovoj ljestvici, a epicentar je bio u samoj blizini grada.